# جنيفر هاريسون
جنيفر هاريسون (بالإنجليزية: Jennifer Harrison)‏ هي طبيبة نفسية وكاتِبة أسترالية، ولدت في 1955 في Liverpool, New South Wales ‏ في أستراليا.